# 모토요시 친왕

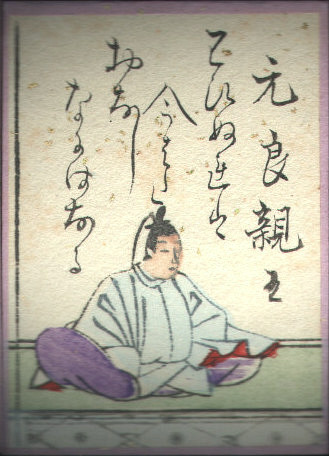

모토요시 친왕(일본어: 元良親王, 890년 ~ 943년 9월 3일)은 헤이안 시대 중기의 황족이자 가인(歌人)이다. 요제이 천황이 후지와라노 모토쓰네에 의해 퇴위한 뒤에 태어난 장남이다. 어머니는 후지와라노 토오나가(藤原遠長)의 딸이며 같은 어머니에게서 태어난 동생으로 모토히라 친왕이 있다. 벼슬은 3품 병부경까지 이르렀다.

## 와카
```
소문대로 이미 버렸으니 나니와에서 몸을 망쳤어도 만나고 싶네.
わびぬれば いまはたおなじ 難波なる 身をつくしても あはむとぞ思ふ
```